# Bath

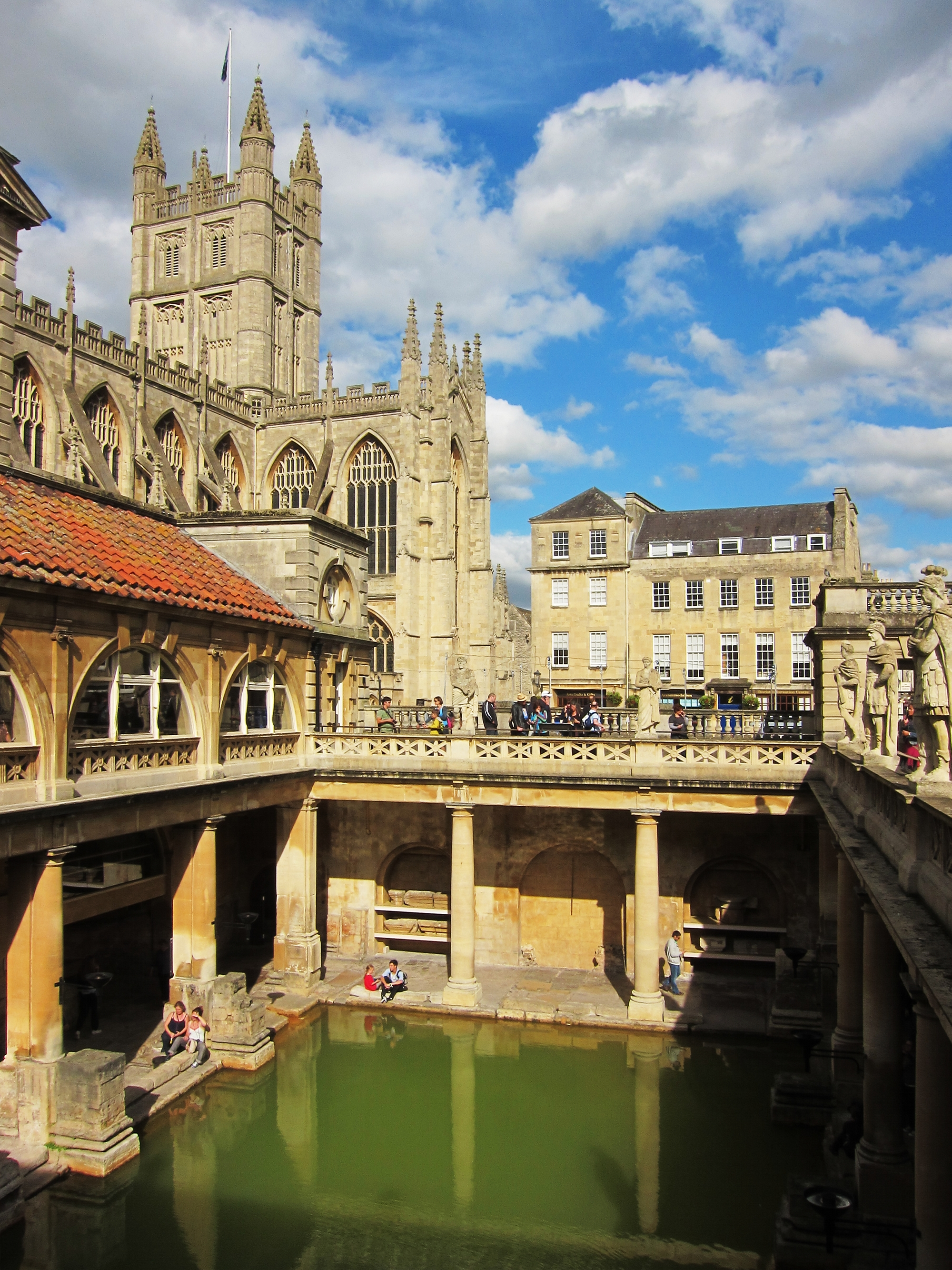
Vista de la piscina grande de las termas romanas de Bath.

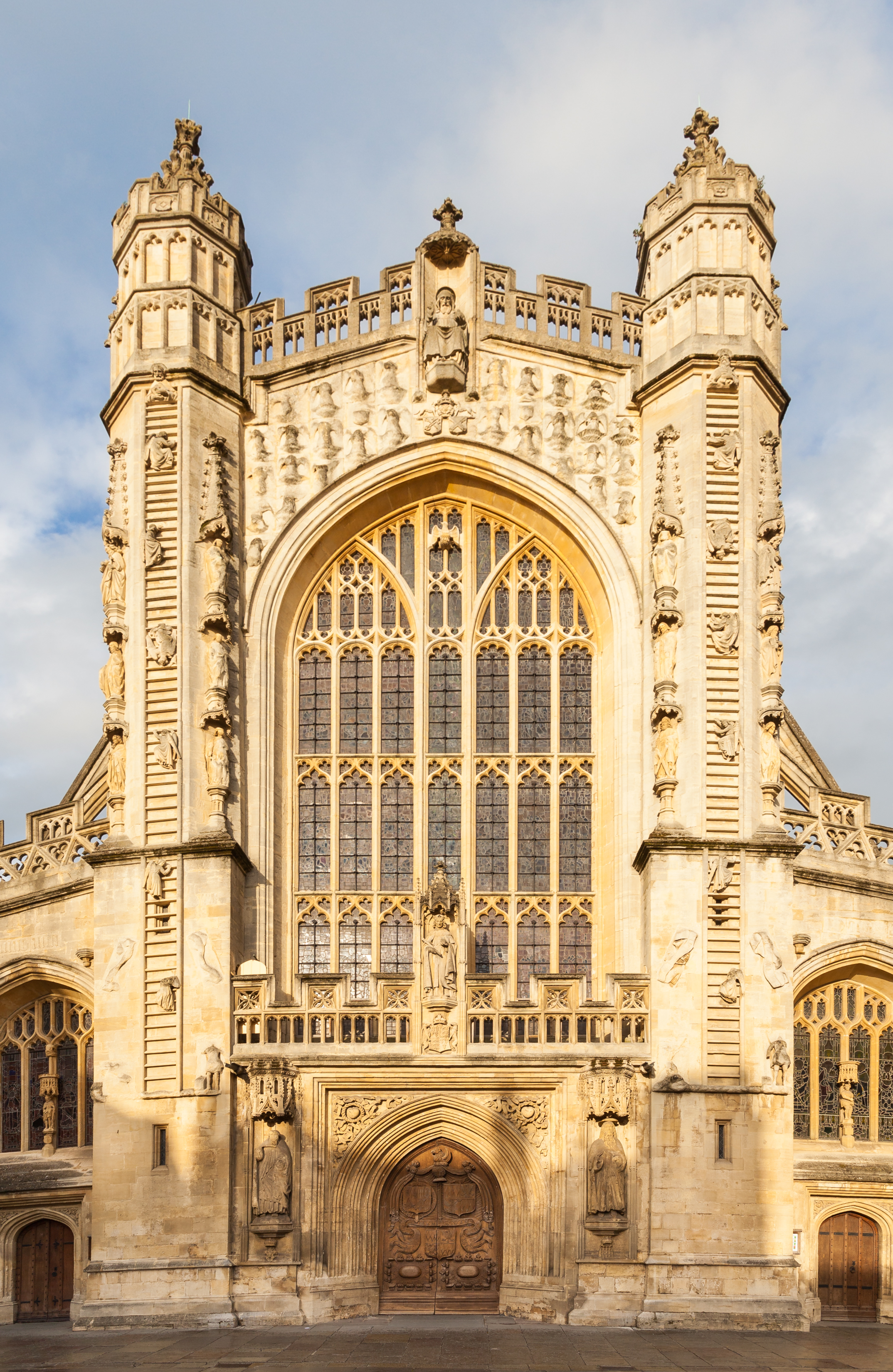
Abadía de Bath.

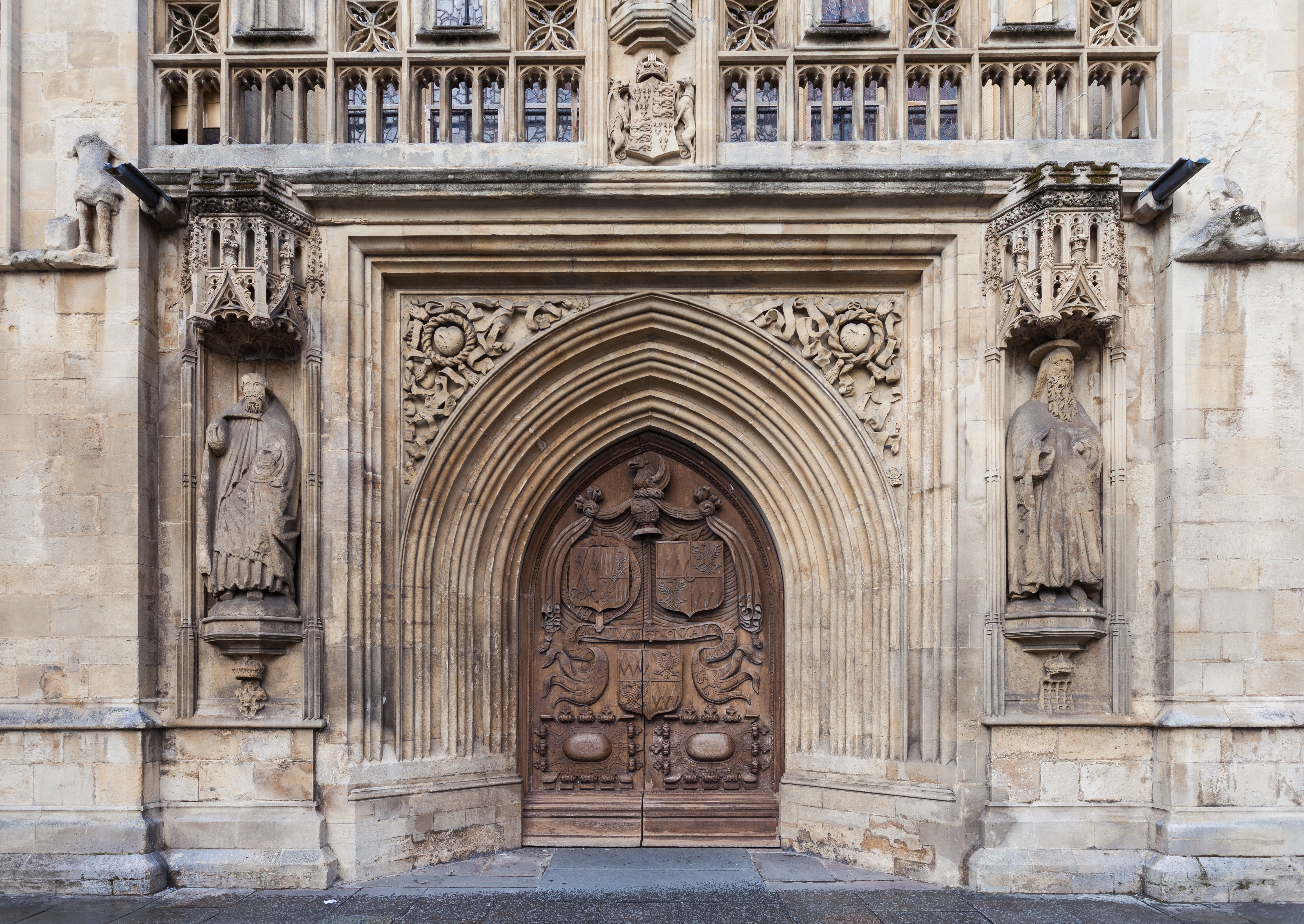
Pórtico de la abadía de Bath.

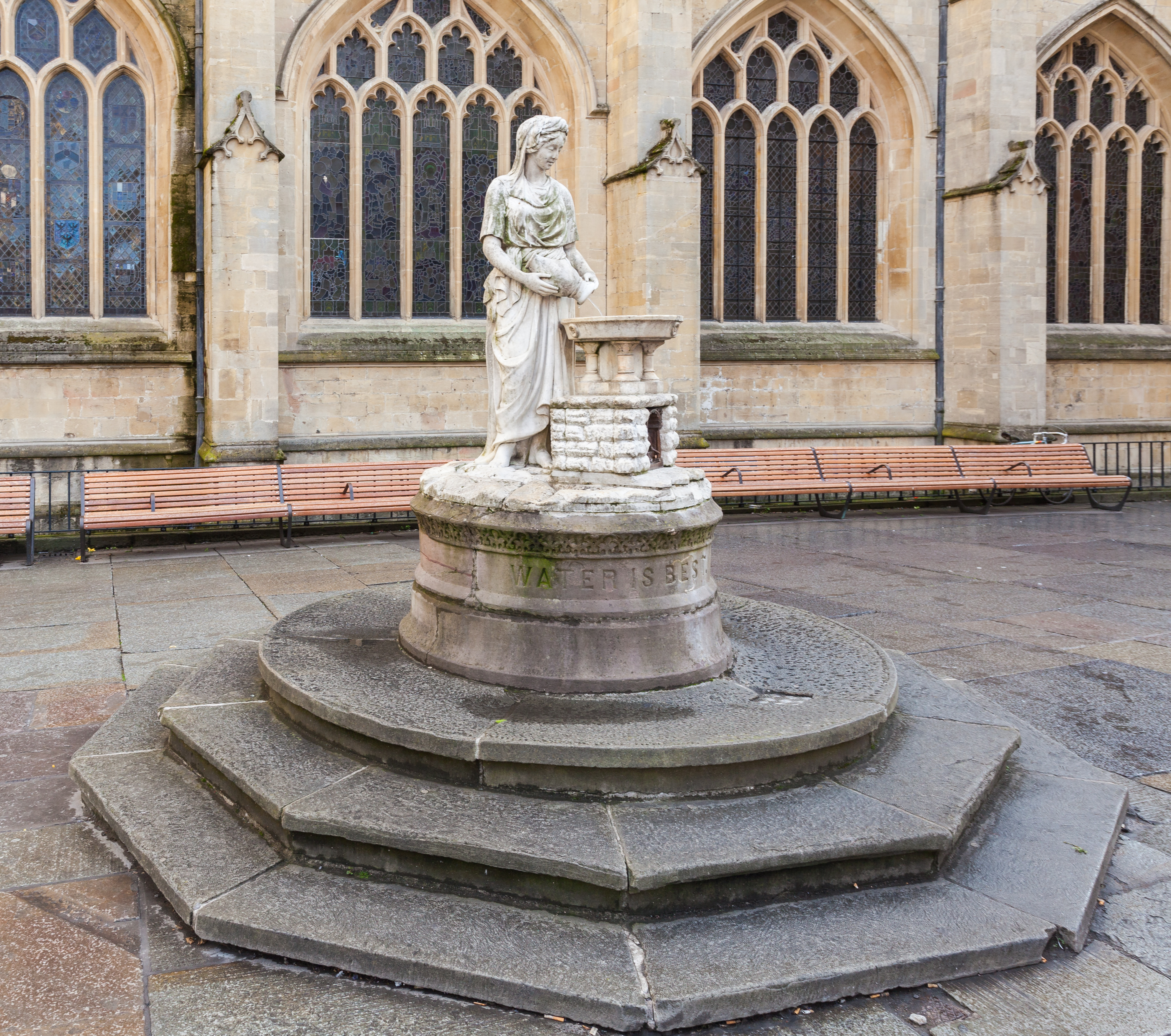
Fuente de Rebeca, junto a la abadía.

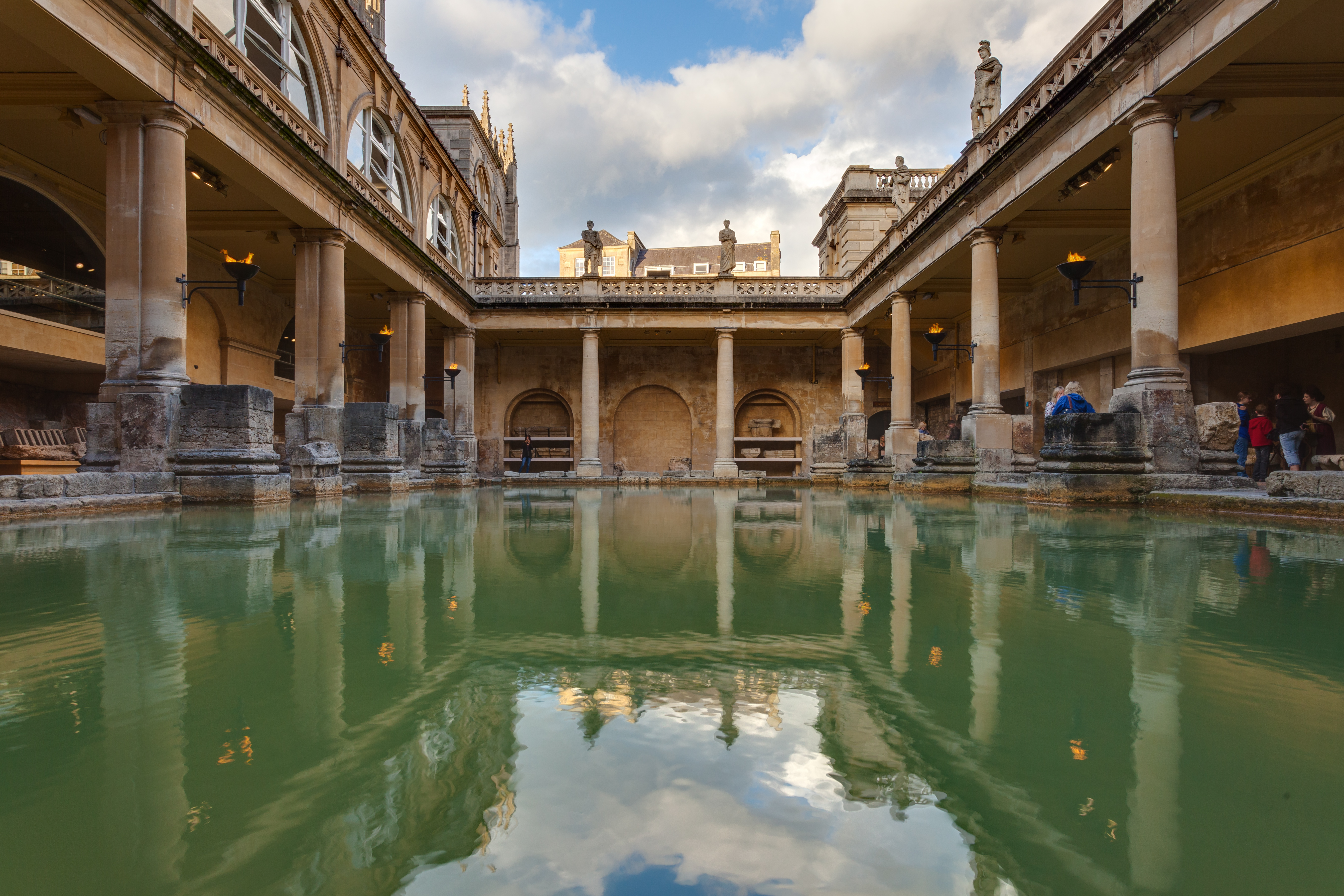
Baños romanos.

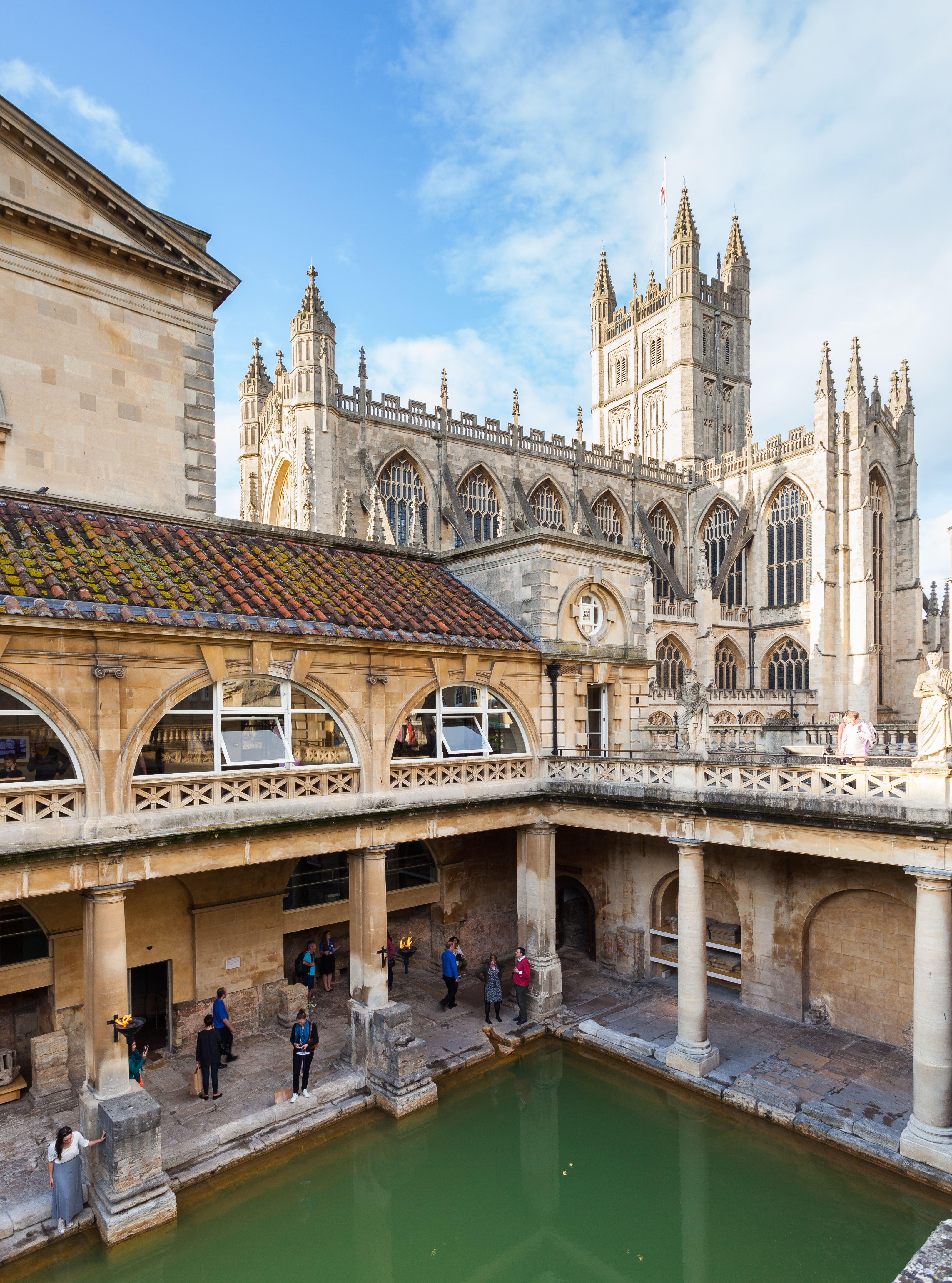
Vista superior de los baños.

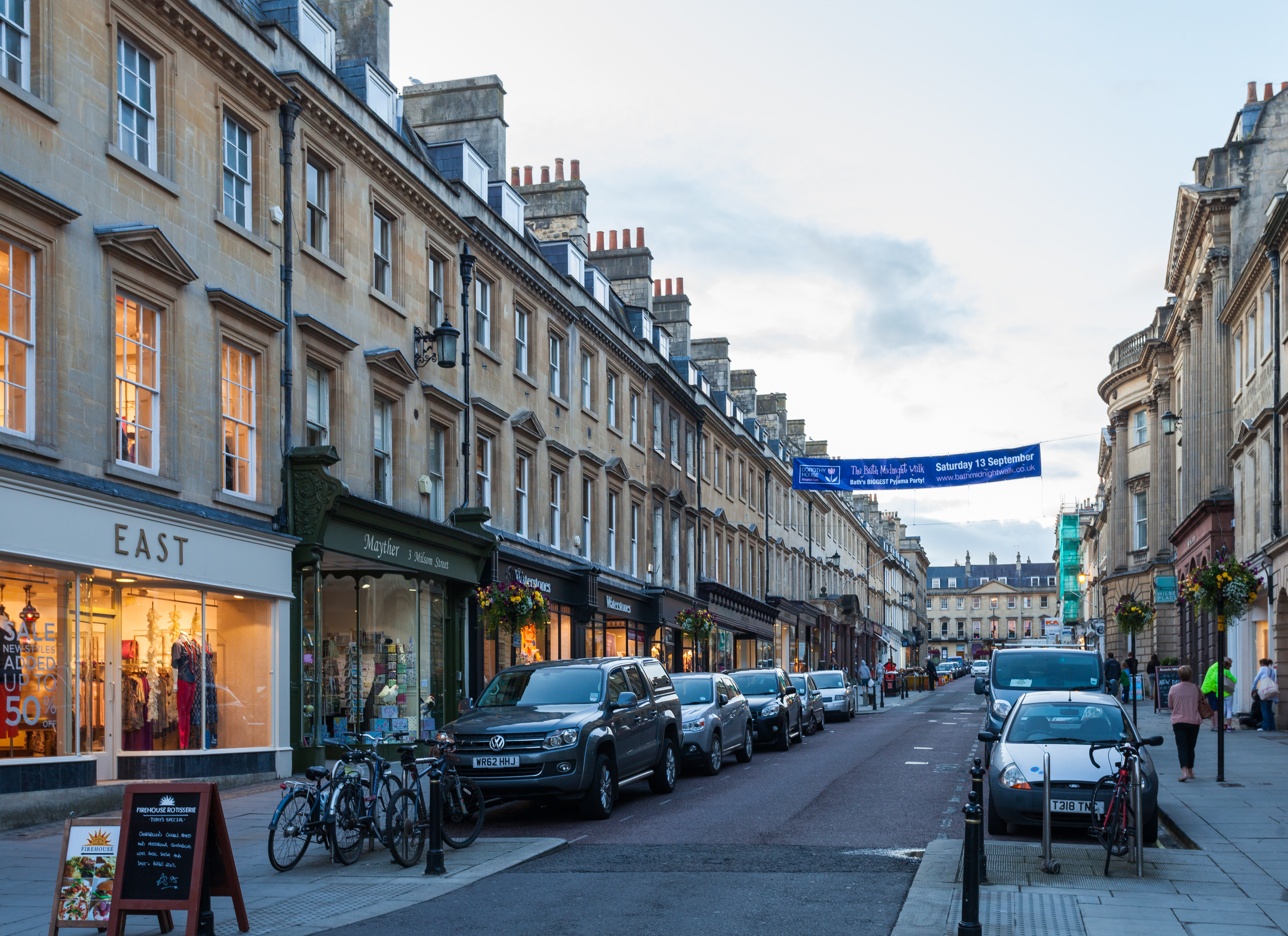
Calle Milsom, zona comercial de Bath.

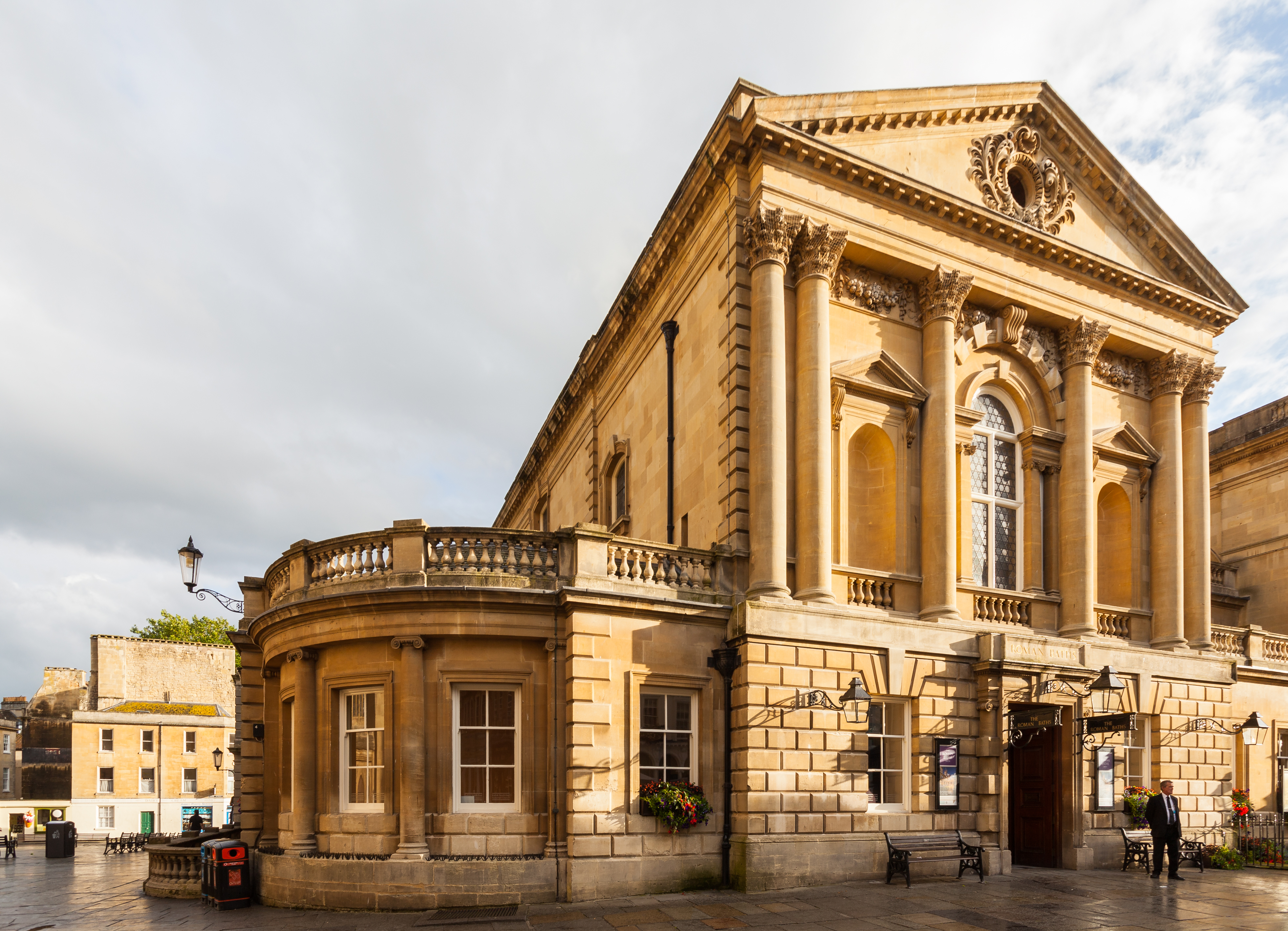
Gran Bomba, entrada a los Baños Romanos.

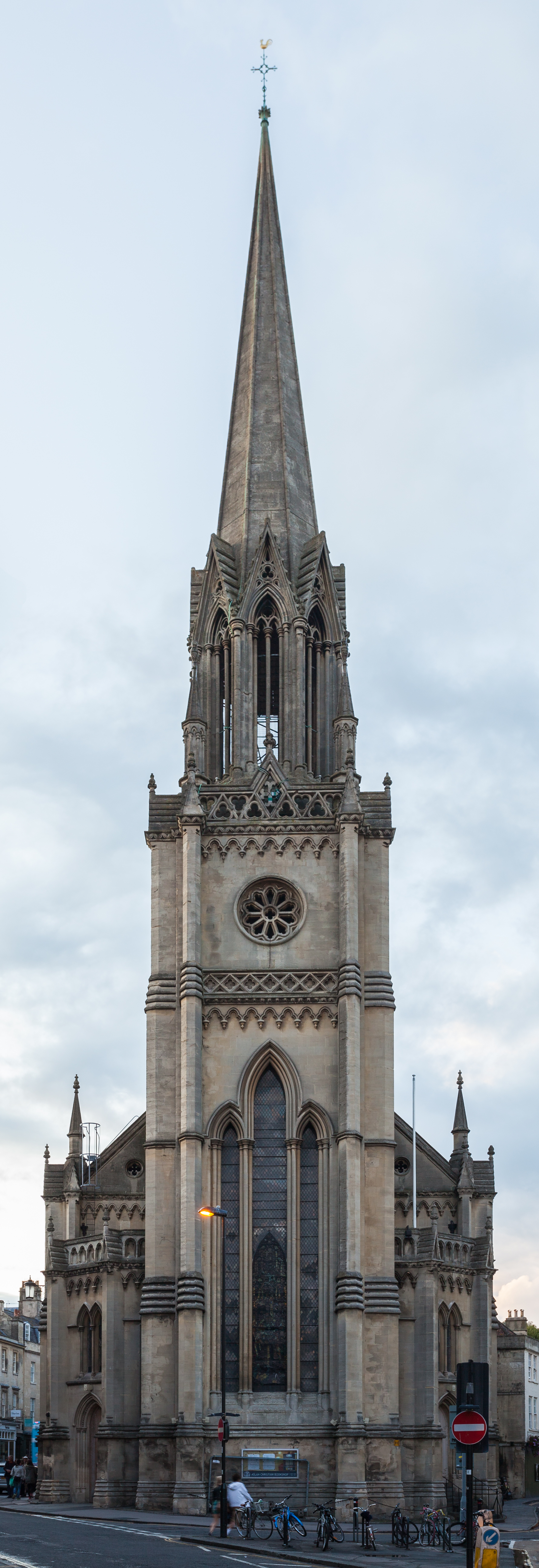
Iglesia de San Miguel.

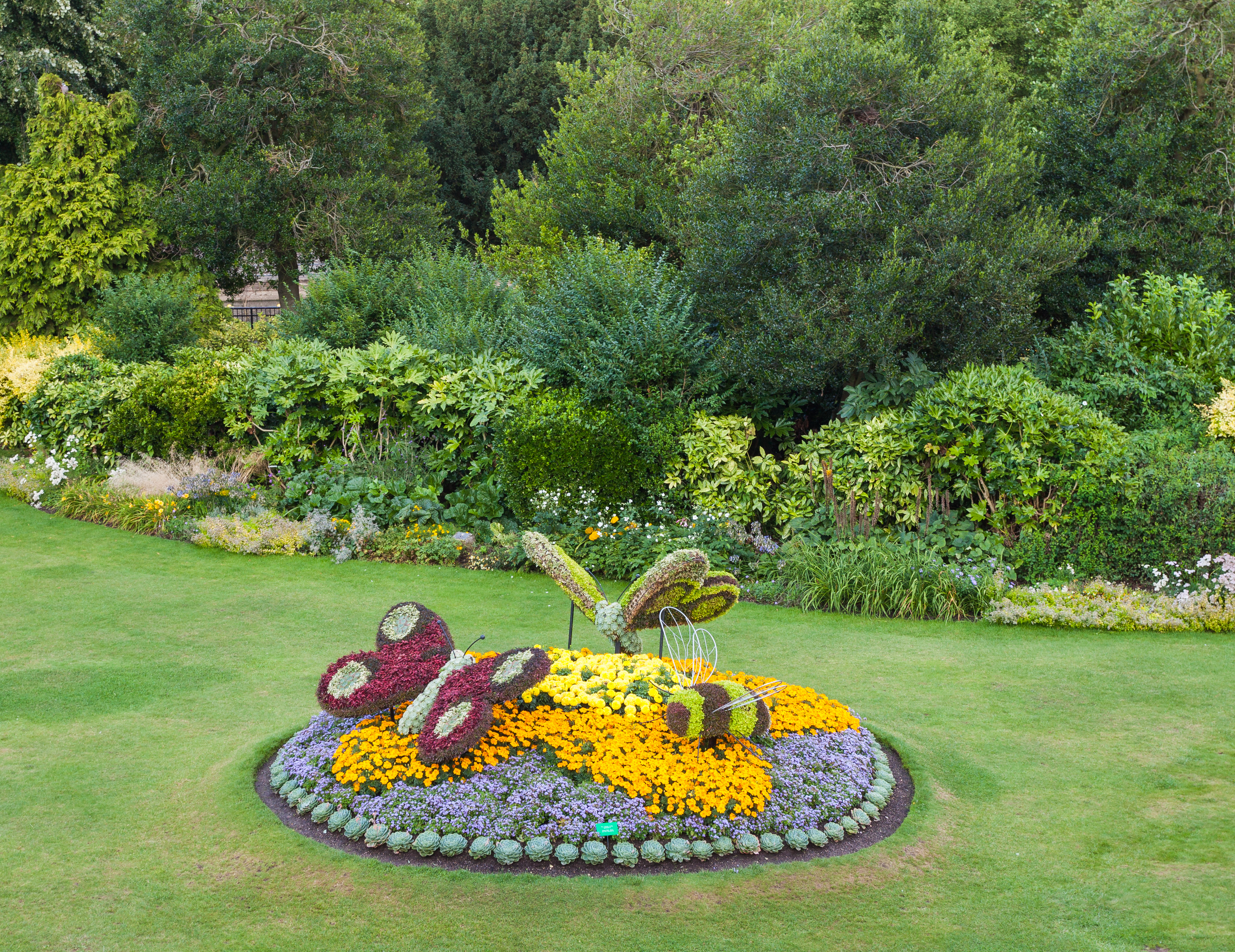
Jardines Parade en Bath.

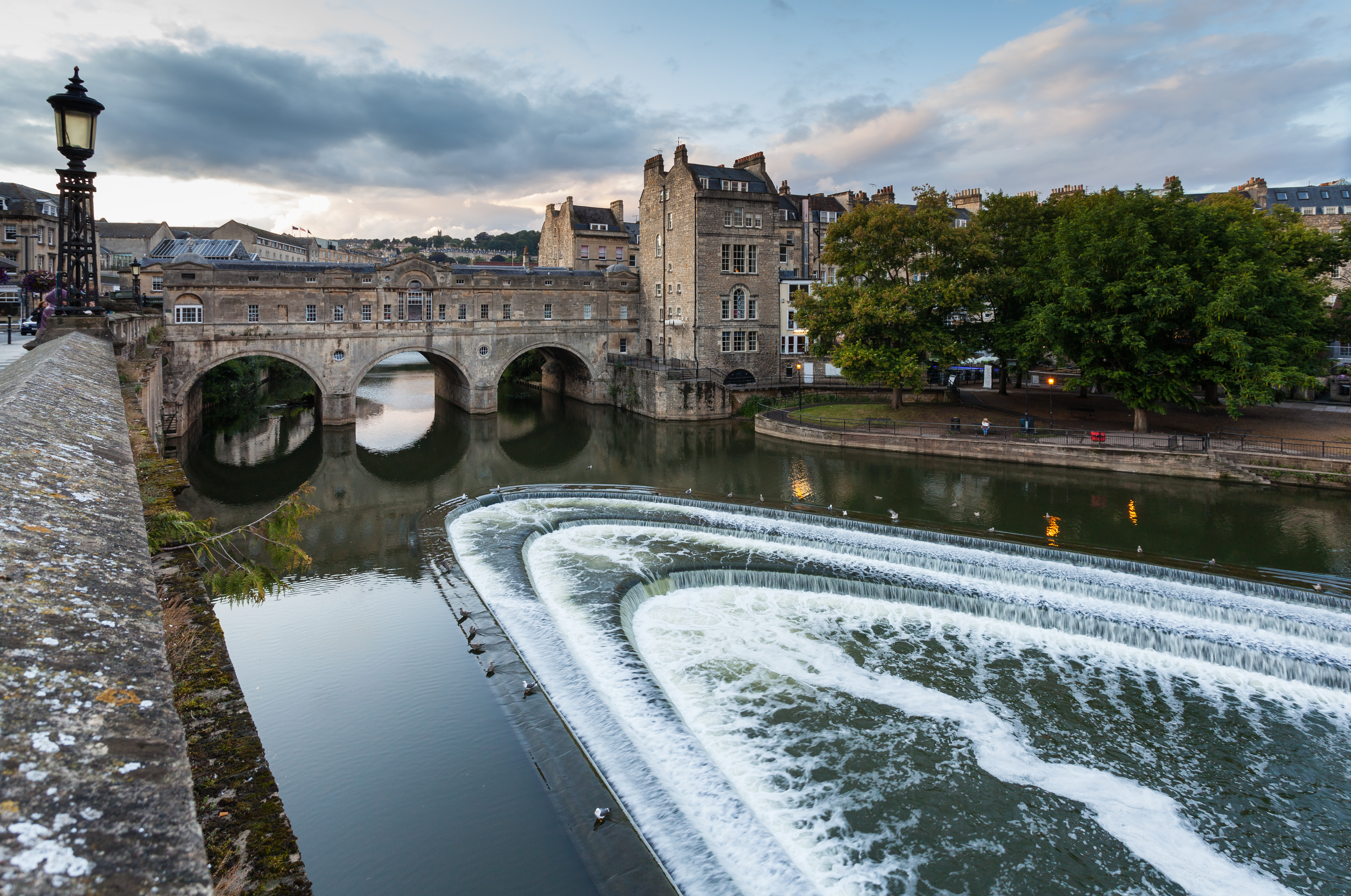
Puente Pulteney.

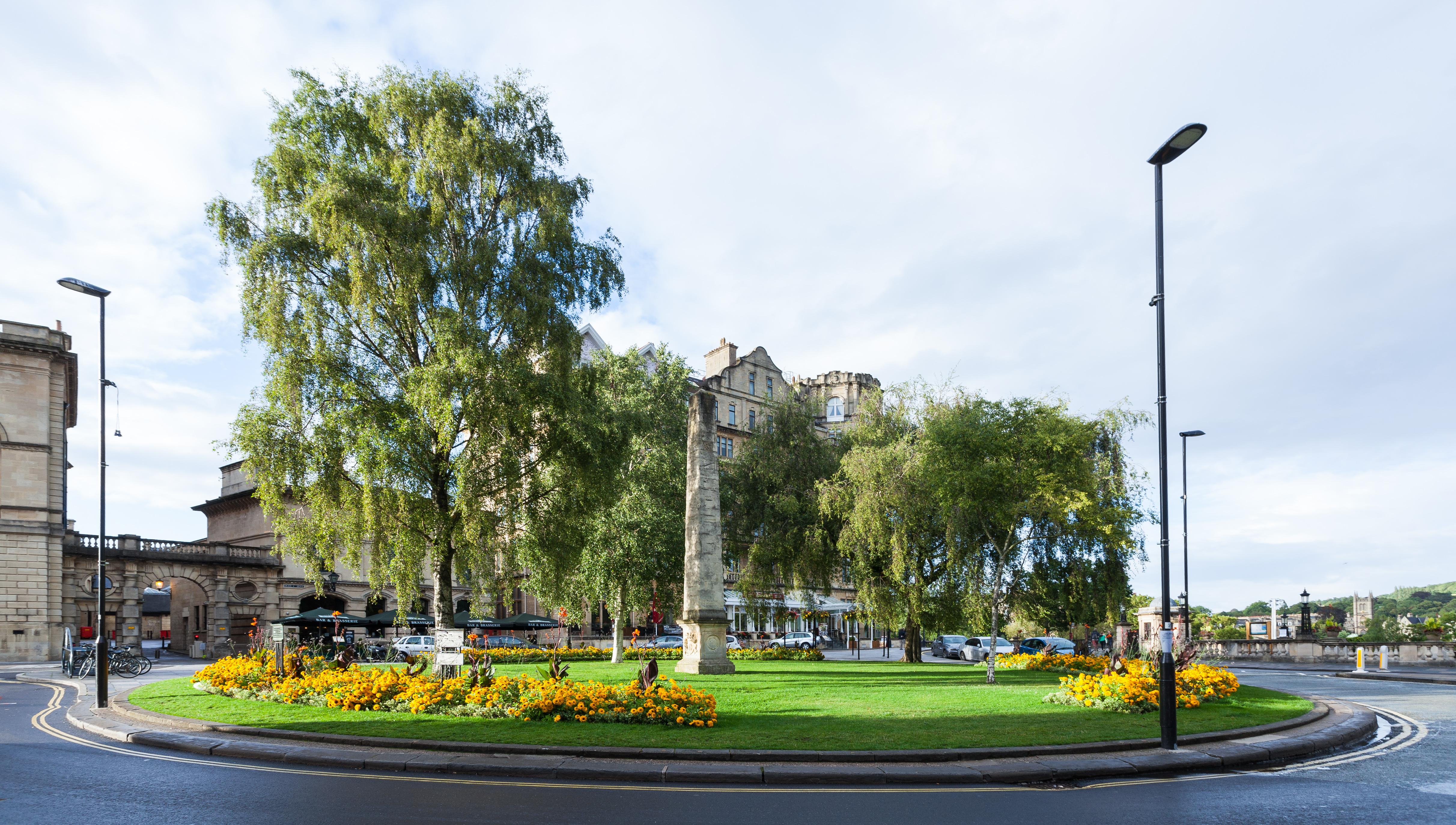
Obelisco de Orange Grove.

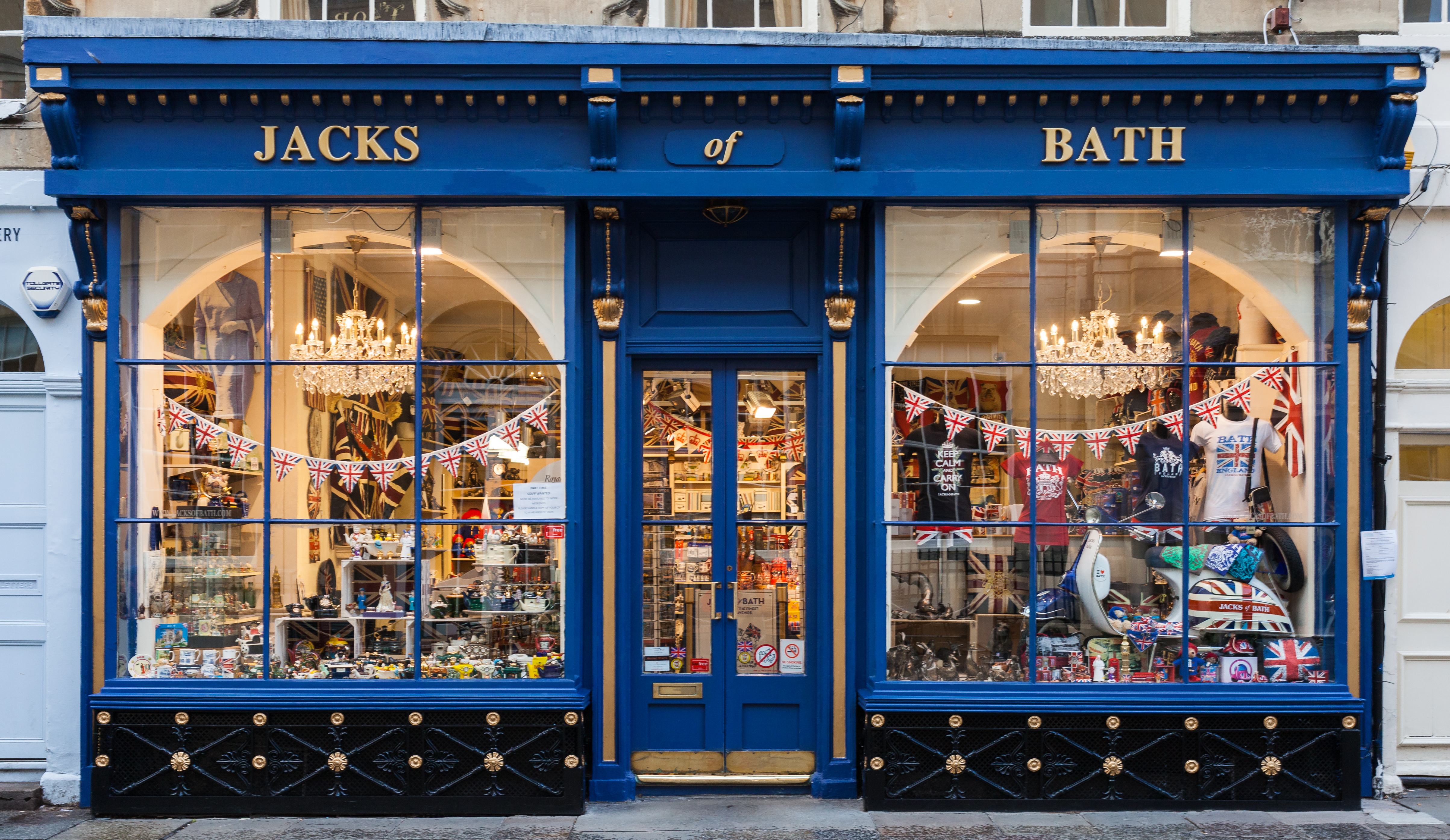
Tienda Jacks of Bath.

Bath (/ˈbɑːθ/) es una ciudad en el condado ceremonial de Somerset, en el sudoeste de Inglaterra. Está situada a 156 km al oeste de Londres y a veintiún kilómetros al sureste de Bristol. Le fue concedido el estatus de ciudad en el año 1590 a través de un decreto real de la reina Isabel I, y posteriormente el de county borough ("municipio condal”) en 1889, lo cual le garantizó independencia administrativa del resto de Somerset. Más tarde, Bath se convirtió en parte de Avon, cuando dicho condado fue creado en 1974. Desde 1996, con la abolición del condado de Avon, la ciudad ha sido el principal centro urbano de la autoridad unitaria de Bath and North East Somerset (“Bath y Noreste de Somerset”, B&NES).
Bath fue fundada como un complejo termal por los romanos bajo el nombre latino de Aquae Sulis (“las aguas de Sulis”), en 43 d. C., aunque la tradición oral sin ningún sustento sugiere que ya existía desde antes. Los romanos construyeron el complejo y un templo en las colinas adyacentes en el valle del río Avon, alrededor de la fuente de las aguas termales. Edgar el Pacífico fue coronado como rey de Inglaterra en la Abadía de Bath en el 973. Tiempo después, se popularizó por sus aguas termales durante la Época georgiana, lo cual propició una gran expansión y dejó un reconocido legado arquitectónico georgiano para cuya construcción se utilizó piedra de Bath.
Bath fue reconocida como Patrimonio de la Humanidad de la Unesco en 1987. La ciudad posee una gran variedad de teatros, museos y demás edificios de importancia cultural, lo cual ha contribuido a su desarrollo como destino turístico, recibiendo cada año más de 3,8 millones[cita requerida] de visitantes de un día y un millón de turistas que pasan más tiempo en el lugar. Existen dos universidades (la Universidad de Bath y la Universidad de Bath Spa) y numerosos centros de enseñanza secundaria y superior.

## Historia

### Celtas y romanos
La evidencia arqueológica demuestra que en el lugar de las termas romanas de Bath existía anteriormente un santuario celta, dedicado a la diosa Sulis, cuyo equivalente romano era Minerva. Sin embargo, el nombre de “Sulis” siguió siendo usado tras la invasión romana y el asentamiento fue bautizado como Aquae Sulis, literalmente “las aguas de Sulis”. Numerosas tablillas de maldición —láminas hechas de metal que contenían mensajes para la diosa Sulis— fueron halladas por arqueólogos en el Manantial Sagrado. Estas tablillas de maldición estaban escritas en latín y eran empleadas para echar maldiciones sobre personas que habían hecho algo indebido. Por ejemplo, si a un ciudadano le robaban sus ropas en los baños, escribiría una maldición nombrando a los sospechosos en una tablilla con el fin de que fuera leída por la diosa Sulis Minerva. Asimismo, se descubrieron en el Manantial Sagrado más de 12 mil monedas romanas, lo que representa la mayor ofrenda conocida a la divinidad realizada en Britania.
El templo fue erigido en el 60-70 d. C. y el complejo termal fue construido gradualmente a lo largo de los siguientes trescientos años. Durante la ocupación romana de Gran Bretaña y probablemente según las instrucciones del emperador Claudio, los ingenieros dispusieron postes de roble dentro del lodo para conseguir cimientos estables y rodearon la fuente de las aguas termales con una cámara irregular de piedra recubierta con plomo. El complejo incluía un caldarium (baño caliente), un tepidarium (baño templado) y un frigidarium (baño frío). Se edificaron murallas defensivas alrededor del pueblo, posiblemente en el siglo III. Después de la retirada de los romanos en la primera década del siglo V, los baños cayeron en desuso y terminaron por quedar enterrados bajo los sedimentos.

### Período post-romano y sajón
Existe la posibilidad de que Bath haya sido el lugar en donde se desarrolló la batalla del Monte Badon (c. 500 d. C.) en la cual, según la leyenda, el Rey Arturo derrotó a los sajones. La Crónica anglosajona documenta la caída de Bath en manos de los sajones occidentales en el año 577, después de la batalla de Deorham. Los anglosajones la llamaron Baðum, Baðan o Baðon, que significa “en los baños”; de allí procede el nombre actual de la ciudad. En el 675, Osric, rey de los Hwicce, estableció un monasterio en Bath. Posiblemente el poema anglosajón The Ruin describa la apariencia del asentamiento romano en aquel entonces. El rey Offa de Mercia se apoderó de los terrenos del monasterio en el 781 y reconstruyó la iglesia, la cual dedicó a San Pedro. Para el siglo IX, se había perdido el antiguo patrón romano en las calles y Bath se había convertido en una posesión real; Alfredo el Grande rediseñó el pueblo, dejando los terrenos del cuadrante sudeste para la abadía. Edgar el Pacífico fue coronado como rey de Inglaterra en la abadía en el 973.

### Normandos, Edad Media y periodo Tudor
En 1088, el rey Guillermo el Rojo concedió la propiedad de la población a Juan de Tours, médico personal de su fallecido padre, el rey Guillermo el Conquistador. Juan de Tours se convirtió en el obispo de Wells y abad de Bath. De acuerdo con la política papal de trasladar los obispados a sedes de carácter más urbano, movió en 1090 su sede de Wells a Bath, convirtiéndose en el primer obispo de Bath. Planeó y comenzó la construcción de una iglesia mucho más grande, que se convertiría en su catedral, junto a la cual se ubicaban un priorato y el palacio obispal. No obstante, los obispos posteriores devolvieron la sede a Wells, aunque se mantuvo el título de Obispado de Bath y Wells.
Hacia el siglo XV, la abadía de Bath se encontraba considerablemente dañada. Oliver King, obispo de Bath y Wells, decidió en el año 1500 reconstruirla a una menor escala. La nueva iglesia fue terminada unos pocos años antes de la disolución del Priorato de Wells en 1539, como parte de las medidas tomadas por el rey Enrique VIII que incluían la confiscación de la propiedad de las instituciones de la Iglesia católica y tomó control de ellas como la nueva cabeza de la Iglesia de Inglaterra. La abadía fue dejada al abandono, hasta ser restaurada como parroquia local en la Época Isabelina, cuando Bath experimentó un resurgimiento como centro termal. Los baños fueron mejorados y la ciudad comenzó a atraer a la aristocracia. Le fue concedido el estatus de ciudad en el año 1590 a través de un decreto real de la reina Isabel I.

### SiglosXVIIyXVIII
Durante la Guerra Civil Inglesa, la batalla de Lansdowne fue librada el 5 de julio de 1643 en las afueras al norte de la ciudad. Thomas Guidott, quien había estudiado química y medicina en el Wadham College de la Universidad de Oxford, se mudó a Bath en 1668 y se interesó en las propiedades curativas del agua termal. En 1676, escribió su libro A discourse of Bathe, and the hot waters there. Also, Some Enquiries into the Nature of the water (“Un Discurso sobre Bath, y las aguas termales allí. También, Algunas Indagaciones sobre la Naturaleza del agua”). Esto atrajo la atención del país y pronto los aristócratas comenzaron a visitar la ciudad para beneficiarse de las propiedades del agua.
Diversas áreas de la ciudad experimentaron un gran desarrollo bajo el reinado de los Estuardo, y aún más durante la Época Georgiana como consecuencia del creciente número de visitantes que Bath atraía, los cuales necesitaban alojamiento. Los arquitectos John Wood padre (John Wood el Viejo) y John Wood hijo (John Wood, el Joven) fueron los responsables del planeamiento de monumentales edificaciones de estilo georgiano, entre las que se destacan The Circus y el célebre Royal Crescent. Gran parte de la piedra de Bath, de color amarillento pálido, que fue ampliamente utilizada como material de construcción en toda la ciudad, se obtuvo en las minas de Combe Down y Bathampton Down, propiedad de Ralph Allen. En 1742, Allen encargó a John Wood padre la construcción de una casa de campo en su finca Prior Park, entre la ciudad y las minas.
En 1705, se erigió en Bath el primer edificio específicamente construido para hacer las veces de teatro, el del Theatre Royal, ubicado junto a las termas romanas y las Assembly Rooms. El Theatre Royal habría de convertirse en uno de los teatros británicos más importantes fuera de Londres. El maestro de ceremonias Beau Nash, quien presidió la vida social de la ciudad desde 1705 hasta su muerte en 1761, elaboró un código de conducta para las actividades públicas de entretenimiento.

### SigloXIXen adelante
La población de la ciudad había alcanzado los 40.020 habitantes en 1801, lo que la convertía en una de las ciudades más grandes del país. William Thomas Beckford compró una casa en Lansdown Crescent en 1822 y posteriormente adquirió otras dos allí para así formar su residencia. Teniendo en su poder todas las tierras entre su residencia y la cima de Lansdown, creó un jardín de más de 800 metros de largo y construyó en la cima Beckford's Tower, un capricho de estilo neoclásico. En 1901 la población local había aumentado a los 51.844 habitantes.
El emperador Haile Selassie de Etiopía estuvo exiliado en Fairfield House (Bath) desde 1936 a 1940. Durante la Segunda Guerra Mundial, entre la noche del 25 de abril y la mañana temprano del 27 de abril de 1942, la ciudad sufrió tres ataques aéreos de la Luftwaffe como parte de su campaña popularmente conocida como Baedeker Blitz, llevada a cabo en represalia a los bombardeos de la Fuerza Aérea Real británica sobre las ciudades alemanas de Lübeck y Rostock. Más de 400 personas murieron y los edificios afectados o destruidos superaron los 19 000. Algunas casas que formaban parte de los complejos georgianos de Royal Crescent, The Circus y The Paragon, las Assembly Rooms y construcciones ubicadas al sur de Queen Square se incendiaron debido a las bombas y sufrieron grandes daños.
Después de acabada la guerra, una revisión urbanística de la ciudad llevó al despeje y reconstrucción de grandes áreas en un estilo de postguerra que contrastaba con la tradicional arquitectura georgiana del lugar. En la década de 1950, los poblados cercanos de Combe Down, Twerton y Weston fueron incorporados a Bath para posibilitar la edificación de nuevas viviendas, gran parte de las cuales fueron construidas por el municipio. En las décadas de 1970 y de 1980, se reconoció que la conservación de los edificios históricos era inadecuada, lo cual condujo a un mayor cuidado y reutilización de los mismos así como también de los espacios públicos. En 1987, la ciudad fue declarada Patrimonio de la Humanidad por la Unesco, dando fe de su importancia cultural internacional.

## Gobierno y escudo de armas
Habiendo formado parte del condado de Somerset históricamente, Bath se convirtió en county borough (“condado municipio”) en 1889, independizándose así del nuevo condado administrativo de Somerset. Más tarde, pasó a ser parte de Avon cuando dicho condado no metropolitano fue creado en 1974. Desde la abolición de Avon en 1996, la ciudad ha sido el principal centro urbano de la autoridad unitaria de Bath and North East Somerset (“Bath y Noreste de Somerset”, B&NES). No obstante, Bath aún es parte del condado ceremonial de Somerset, aunque no del homónimo condado no metropolitano.
Desde 1295 hasta la aprobación del Acta de Reforma de 1832, Bath elegía dos miembros de la Cámara de los Comunes. La ciudad pertenece a un único distrito electoral, siendo el liberal demócrata Don Foster su representante en el Parlamento (datos de 2010). Sus resultados en las elecciones de 1992 fueron notables, debido a que Chris Patten (miembro del Parlamento por Bath desde 1979 a 1992) jugó un rol importante, como presidente del Partido Conservador, en la reelección de John Major como primer ministro, pero no consiguió mantener su banca en el Parlamento. Desde entonces, Don Foster ha sido reelegido como representante de la ciudad en cada elección. Sin embargo, la ventaja de votos obtenida por el Partido Liberal Demócrata por encima del Partido Conservador se redujo significativamente desde más de 9 mil votos en las elecciones generales de 1997 y 2001 a 4.638 en 2005.
Los wards electorales de la autoridad unitaria de Bath and North East Somerset dentro de la ciudad de Bath son Abbey, Kingsmead y Walcot en el centro, y más hacia las afueras, Bathwick, Combe Down, Lambridge, Lansdown, Lyncombe, Newbridge, Odd Down, Oldfield, Southdown, Twerton, Westmoreland, Weston y Widcombe.
El blasón del escudo de armas incluye dos franjas plateadas sobre un fondo azul, que representan el río Avon y las aguas termales. La espada es la de San Pablo, uno de los patrones de la abadía (junto con San Pedro). La cimera conmemora la coronación de Edgar en el 973. La corona es sostenida en el aire por dos manos con mangas hasta la muñeca. Los tenantes, un león y un oso, se yerguen sobre unas ramas de robles con bellotas, las cuales están relacionadas con la historia de Bladud, un legendario rey de los britanos, que, según la leyenda, fue el fundador de Bath. Las llaves son las de San Pedro. El lema le la ciudad —Aquae Sulis, el nombre romano de Bath— está escrito en la parte inferior. El primer registro del escudo de armas está en la obra Particular Description of England (“Descripción Particular de Inglaterra”), de William Smith. Se supone que la fecha del mapa de Bath —en el que aparece el escudo de armas como es en la actualidad— contenido en ese manuscrito es la misma que la de un mapa de Bristol, datado el 30 o 31 de julio de 1568.

## Geografía

### Geografía física
Bath está situada en el valle del río Avon y cerca del límite meridional del Cotswolds, una cadena de colinas de piedra caliza en la región centro-occidental de Inglaterra, designada Área de Destacada Belleza Natural. Las colinas de los alrededores de la ciudad tienen una altitud máxima de 238 m en la meseta de Lansdown. Bath cubre un área de 29 km².
Las colinas que rodean a la ciudad brindan a sus calles una inclinada pendiente y proporcionan una base escalonada para los edificios. Los terrenos inundables en las inmediaciones del río Avon, que discurre a través del centro de Bath, presentan una altitud de aproximadamente 18 m sobre el nivel del mar. El río fue alguna vez una innavegable anastomosis —curso de agua compuesto por numerosos canales angostos separados entre sí por islas sedimentarias pequeñas— fragmentada por pantanos y estanques; sin embargo, en la actualidad y gracias a la construcción de vertederos hidráulicos, las aguas han sido concentradas en un único canal. No obstante, las inundaciones periódicas, que afectaban gravemente a los edificios ubicados en las zonas más bajas, fueron comunes hasta la realización de las obras necesarias para controlar las aguas en la década del 1970.
Las aguas termales que surgen de la tierra en Bath proceden de la lluvia caída sobre las Mendip Hills. El agua se infilttra hacia acuíferos calizos hasta una profundidad de entre 2.700 y 4.300 metros, donde la energía geotérmica eleva la temperatura del agua hasta entre 64 y 96 °C. Estando bajo presión, el agua asciende hacia la superficie a través de fisuras y fallas en la piedra caliza. Al día emergen a la superficie 1.170.000 litros de agua a una temperatura de 46 °C, filtrándose a través de la falla geológica de Pennyquick.

### Clima
Al igual que el resto del Sudoeste de Inglaterra, Bath disfruta de un clima templado, generalmente más húmedo y benigno que el del resto de Inglaterra. La temperatura media anual ronda los 10 °C y muestra variaciones estacionales y diurnas, aunque, debido al efecto moderador del mar, la amplitud térmica es inferior a la existente en la mayor parte del Reino Unido. Enero es el mes más frío con temperaturas mínimas promedio que van desde 1 °C a 2 °C. Julio y agosto son, en cambio, los meses más cálidos, trayendo a la región temperaturas máximas promedio de 21 °C aproximadamente.
El Sudoeste de Inglaterra posee un emplazamiento favorecido con respecto al anticiclón de las Azores, cuando el mismo extiende su área de influencia en dirección noreste, hacia el Reino Unido, particularmente en verano. No obstante, a menudo se forman nubes convectivas tierra adentro, en especial cerca de las colinas, reduciendo la cantidad de horas de sol. El promedio anual de horas con luz solar varía entre las 1.400 y las 1.600.
Las precipitaciones suelen estar asociadas con depresiones atlánticas o con la convección. Las depresiones son más notorias en otoño e invierno, y la mayor parte de la lluvia que cae en el Suroeste durante esta época del año tiene ese origen. El promedio anual de precipitaciones para el área de Bath-Bristol ronda los 800 o 900 mm. Entre noviembre y marzo los vientos, que soplan predominantemente desde el suroeste, alcanzan sus máximas velocidades, mientras que entre junio y agosto presentan las más bajas.

## Demografía
| Franja de edad | Total   | %     | Varones | %       | Mujeres | %       |
| -------------- | ------- | ----- | ------- | ------- | ------- | ------- |
| 00 – 04        | 9.009   | 5,33% | 4.648   | 2,75 %  | 4.361   | 2,58 %  |
| 05 – 09        | 9.513   | 5,63% | 4.816   | 2,85 %  | 4.697   | 2,78 %  |
| 10 – 14        | 10.315  | 6,10% | 5.215   | 3,09 %  | 5.100   | 3,02 %  |
| 15 – 19        | 11.047  | 6,54% | 5.799   | 3,43 %  | 5.248   | 3,10 %  |
| 20 – 24        | 11.788  | 6,97% | 6.037   | 3,57 %  | 5.751   | 3,40 %  |
| 25 – 29        | 10.179  | 6,02% | 4.970   | 2,94 %  | 5.209   | 3,08 %  |
| 30 – 34        | 11.847  | 7,01% | 5.828   | 3,45 %  | 6.019   | 3,56 %  |
| 35 – 39        | 12.484  | 7,39% | 6.226   | 3,68 %  | 6.258   | 3,70 %  |
| 40 – 44        | 11.392  | 6,74% | 5.624   | 3,33 %  | 5.768   | 3,41 %  |
| 50 – 54        | 11.948  | 7,07% | 5.862   | 3,47 %  | 6.086   | 3,60 %  |
| 55 – 59        | 9.981   | 5,90% | 4.911   | 2,91 %  | 5.070   | 3,00 %  |
| 60 – 64        | 8.302   | 4,91% | 4.026   | 2,38 %  | 4.276   | 2,53 %  |
| 65 – 69        | 7.726   | 4,57% | 3.662   | 2,17 %  | 4.064   | 2,40 %  |
| 70 – 74        | 7.375   | 4,36% | 3.312   | 1,9 6%  | 4.063   | 2,40 %  |
| 75 – 79        | 6.655   | 3,94% | 2.951   | 1,75 %  | 3.704   | 2,19 %  |
| 80 – 84        | 4.432   | 2,62% | 1.648   | 0,97 %  | 2.784   | 1,65 %  |
| 85 – 89        | 2.649   | 1,57% | 826     | 0,49 %  | 1.823   | 1,08 %  |
| 90+            | 1.322   | 0,78% | 304     | 0,18 %  | 1.018   | 0,60 %  |
| Total          | 169.040 | 100 % | 82.143  | 48,59 % | 86.897  | 51,41 % |

En el año 2001, la ciudad de Bath contaba con una población de 83.992 habitantes. De acuerdo con el censo de 2001, Bath, junto con el Noreste de Somerset, que incluye zonas de las inmediaciones de la ciudad tan lejanas como Chew Valley, tiene una población total de 169.040 habitantes, con una edad promedio de 39,9 años (siendo 38,6 el promedio nacional). La enorme mayoría de sus pobladores (el 97,2 %) son de raza blanca, en comparación al 90,9 % en la totalidad del país. Otros grupos étnicos de importancia incluyen el multirracial (1 %), asiáticos (0,5 %) y negros (0,5 %), siendo 1,3 %, 4,6 % y 2,1 % los promedios nacionales respectivamente.
De los 169.040 habitantes de Bath and North East Somerset en 2001, 86.897 eran mujeres (el 51,4 %) y 82.143, varones (el 48,6 %); 30.815 tenían menos de 15 años (18,2 %), 123.167 se encontraban entre los 16 y los 74 años (el 72,9 %), y 15.058 superaban los 75 (el 8,9 %). Los nacidos en el Reino Unido eran 158.106 (el 93,5 %); los nacidos dentro de la Unión Europea (incluyendo la República de Irlanda) llegaban a los 3.898 (el 2,3 %), y los nacidos en otros lugares sumaban 7.036 (el 4,2 %).
El distrito es mayoritariamente cristiano (el 71 %), no alcanzando ninguna otra religión más del 0,5 % de la población. En términos generales, estas cifras se corresponden con los promedios nacionales; sin embargo, los irreligiosos en la autoridad unitaria (el 19,5 %) superan significativamente la media nacional de 14,8 %. El 7,4 % de la población se ha descrito como “no saludable” en los últimos doce meses, comparado con un promedio nacional del 9,2 %; a nivel nacional el 18,2 % de las personas manifiesta padecer una enfermedad prolongada, mientras que en Bath esa cifra desciende al 15,8 %.

## Cultura
Durante el siglo XVIII, Bath se convirtió en el centro de atención de la alta sociedad en Inglaterra. Fue durante este período que tuvo lugar la construcción del Theatre Royal, así como también la edificación de numerosas estructuras emblemáticas de la ciudad como el Lansdown Crescent, el Royal Crescent, The Circus y el Puente Pulteney.
En la actualidad, Bath cuenta con cinco teatros —Theatre Royal, Ustinov Studio, the egg, el Rondo Theatre y el Mission Theatre— y atrae compañías y directores de renombre internacional, incluyendo una temporada anual de Peter Hall. La ciudad también tiene una larga tradición musical. La Abadía de Bath alberga un órgano de la respetada firma alemana Klais Orgelbau y constituye la sala de conciertos más grande de la ciudad, con alrededor de 20 conciertos y 26 recitales de órgano cada año. Otra sala de concierto destacada es The Forum, un edificio art decó con 2 mil asientos que se originó como el que probablemente haya sido el cine más lujoso de Bath.
Desde 1948, la ciudad es anualmente sede del Bath International Music Festival (“Festival Internacional de Música de Bath”), en el que convergen géneros tales como el orquestal, música de cámara, clásico contemporáneo, jazz y world music; el evento tiene lugar a fines de mayo o principios de junio y dura dos semanas. Otros acontecimientos culturales anuales incluyen el Bath Film Festival (“Festival de Cine de Bath”, desde 1991), el Bath Literature Festival (“Festival de Literatura de Bath”, desde 1995), el Bath Festival of Children's Literature (“Festival de Literatura Infantil de Bath”, desde 2008), el Bath Fringe Festival (un festival de arte fundado en 1981), y el Bath Beer Festival (“Festival de la Cerveza de Bath”).

### Teatros
En 1705, fue construido en la ciudad el primer edificio específicamente erigido para cumplir la función de teatro. Sin embargo, el espacio era demasiado reducido y el teatro producía, a lo sumo, pequeñas ganancias, razón por la cual fue demolido en 1738 para dejar lugar al Mineral Water Hospital. Este teatro fue el precursor del Theatre Royal, inaugurado el 27 de octubre de 1750 en Orchard Street, al cual le fue concedido en 1768 una patente real aprobada por el Parlamento. Se convirtió entonces en el primer “teatro real” fuera de Londres y su reputación comenzó a crecer. En 1805, cerró el teatro de Orchard Street para ser reconstruido en otro sitio que abrió sus puertas el 12 de octubre del mismo año. Finamente decorado y con una capacidad para 900 espectadores, es considerado uno de los mejores ejemplos de arquitectura georgiana de la ciudad.
El teatro para niños y jóvenes the egg —así llamado por la forma ovalada del auditorio— fue inaugurado el 23 de octubre de 2005, y se erige sobre un edificio de estilo victoriano que cuenta con más de cien asientos. Ustinov Studio abrió en 1997 y fue bautizado en honor a su patrocinador, Peter Ustinov. Con una capacidad para 105 espectadores, el Rondo Theatre —que recibe una pequeña subvención del gobierno de Bath and North East Somerset— fue inaugurado en 1989 y atrae cada año a ochenta compañías diferentes que presentan variados espectáculos. Abierto en 2004, el Mission Theatre, cuya estructura tiene 200 años de antigüedad y fue originalmente una capilla católica, pertenece al consejo de la autoridad unitaria y cuenta con una capacidad para cien espectadores en su auditorio principal.

### Museos y galerías
En la ciudad se encuentra la Victoria Art Gallery (“Galería de Arte Victoria”), inaugurada en 1900, en la que se exhiben más de 1500 piezas que abarcan desde pinturas británicas al óleo del siglo XVII hasta obras de arte contemporáneas, incluyendo trabajos de Thomas Gainsborough, Thomas Jones Barker y Walter Richard Sickert. El Museum of East Asian Art (“Museo de Arte del Este Asiático”), fundado en 1993, tiene en exposición cerca de 2 mil objetos —que comprenden piezas de cerámica, jade y bronce— y cuenta con una de las colecciones de arte asiática oriental más grandes del país fuera de Londres.
El Holburne Museum of Art exhibe la colección de arte acumulada en el siglo XIX por Sir William Holburne. La colección original se destaca principalmente por los trabajos en plata y pinturas europeas, aunque también incluye piezas italianas de bronce, trabajos en mayólica, porcelana y vidrio, muebles y retratos en miniatura. Desde entonces, ha sido enriquecida con paisajes de Francesco Guardi y Joseph Mallord William Turner y retratos de George Stubbs, Allan Ramsay, Johann Zoffany y Thomas Gainsborough, entre otras cosas.
El Bath Postal Museum (“Museo Postal de Bath”), establecido en 1979, ofrece información sobre el desarrollo del correo desde el 2000 a. C. hasta nuestros días y sobre la evolución de los buzones británicos; sus artefactos incluyen plumas y tinteros, cornetas de posta, buzones, papiros egipcios, tablillas de arcilla sumerias, carros postales, cartas y estampillas. El Fashion Museum (“Museo de la Moda”), inaugurado en 1963, cuenta con más de 30 mil prendas masculinas femeninas e infantiles del siglo XVI en adelante y conserva indumentaria de reconocidos diseñadores contemporáneos tales como Giorgio Armani, Ralph Lauren, John Galliano y Donatella Versace.
El Jane Austen Centre es una exposición permanente acerca de la experiencia de la escritora Jane Austen en Bath entre 1801 y 1806 y la influencia de esos años en la ciudad sobre su obra. El Herschel Museum of Astronomy, abierto en 1981, está dedicado a la vida y obra de William y Carolina Herschel; ubicado en la antigua casa de los hermanos (New King Street n.° 19), fue allí mismo donde William, con la ayuda de un telescopio diseñado por él mismo, descubrió en 1781 el planeta Urano. Las termas romanas de Bath representan una de las mayores atracciones turísticas del Sudoeste de Inglaterra, y poseen una colección de relieves y gemas romanos con figuras de dioses, otros personajes mitológicos y animales.
Por último, la Bath Royal Literary and Scientific Institution (“Institución Real de Literatura y Ciencia de Bath”), fundada en 1824, contiene una amplísima colección de más de 7 mil volúmenes sobre temas tan variados como historia natural, teología, historia europea y local, diccionarios de lenguas antiguas y extranjeras, etcétera; miles de fósiles, especímenes de plantas, conchas de bivalvos y caracoles, y otros invertebrados; numerosos ejemplares de aves y algunos mamíferos; antigüedades de muy diversas procedencias históricas y geográficas; pinturas, dibujos y fotografías; entre muchos otros objetos. La sociedad presta piezas de su patrimonio a diferentes museos y lleva adelante un programa de charlas y discusiones.

### Bath en el arte
Es una ciudad muy bonita.
Durante el siglo XVIII, los artistas Thomas Gainsborough y Thomas Lawrence vivieron y trabajaron en Bath. John Maggs, un pintor conocido por sus pinturas de carros, nació en Bath en 1819 y allí desarrolló su carrera junto a su familia de artistas. William Friese-Greene, fotógrafo de retratos y prolífico inventor, comenzó a experimentar con celuloide en su estudio de Bath en la década de 1870, desarrollando algunos de los rudimentos de la tecnología de la cámara de cine; a él se le atribuye la invención de la cinematografía.
La escritora Jane Austen vivió en la ciudad junto a su padre, madre y su hermana Cassandra en cuatro domicilios distintos desde 1801 a 1806. Sin embargo, A Jane nunca le agradó demasiado la ciudad y en una ocasión escribió a Cassandra: It will be two years tomorrow since we left Bath for Clifton, with what happy feelings of escape. (“Mañana se cumplirán dos años desde que partimos de Bath hacia Clifton, con felices sentimientos de escape.”) A pesar de ello, Bath ha honrado su nombre con el Jane Austen Centre, un museo dedicado a ella. Sus obras La abadía de Northanger y Persuasión están en gran parte ambientadas en la ciudad e incluyen descripciones de la vida social del Bath de la época. Tanto las novelas de Austen como Los papeles póstumos del Club Pickwick, de Charles Dickens, contienen alusiones a las aguas termales. La novela The Waters of Sul (“Las Aguas de Sul”), de Moyra Caldecott, está ambientada en Bath romano en el 72 d. C. La trama de la obra de teatro The Rivals (“Los Rivales”), de Richard Brinsley Sheridan, se desarrolla en el Bath, así como también el escalofriante cuento The Landlady (“La Patrona”), de Roald Dahl.
Muchas películas y programas de televisión han sido filmados utilizando la arquitectura de Bath como fondo: la versión cinematográfica de 2004 de la novela Vanity Fair (“La feria de las vanidades”) por William Makepeace Thackeray, La duquesa (2008), El libertador (1950), y The Titfield Thunderbolt (“El rayo de Titfield”, 1953). En agosto de 2003, Los Tres Tenores cantaron en un concierto especial para la inauguración del Thermae Bath Spa, que finalmente abrió tres años después debido a retrasos en el proyecto.

### Parques
Existen varios parques públicos en la ciudad, siendo el Royal Victoria Park el más importante, ubicado a una corta distancia del centro de la ciudad. Fue inaugurado en 1830 por la princesa Victoria, que tenía tan sólo 11 años en ese entonces, convirtiéndose en el primer parque en llevar su nombre. El parque da por su lado oriental al Royal Crescent y ocupa una superficie de 23 hectáreas. En su interior, hay una avenida con árboles, un obelisco dedicado a la reina Victoria, un lago, un jardín botánico y un aviario; sus atracciones incluyen un área de juegos para niños, un skatepark, un estanque con botes y canchas de canchas de tenis, bowls sobre césped y golf. Gran parte del parque está cubierto de césped. Ha sido galardonado con el Green Flag Award, un reconocimiento a la excelencia en parques y espacios verdes, y registrado por el English Heritage como un Parque Histórico Nacional. El jardín botánico, que ocupa 3,84 hectáreas, fue diseañado en 1887 y contiene una de las más destacadas colecciones de plantas sobre caliza del West Country.
Otros parques incluyen: Alexandra Park, Parade Gardens, Sydney Gardens, Henrietta Park, Hedgemead Park y Alice Park. Alexandra Park, así llamado en honor a la reina Alejandra, fue abierto en 1902 para conmemorar la coronación de Eduardo VII. Ocupa 4,5 hectáreas y está situado en la cima de una colina (Beechen Cliff), por lo que ofrece una magnífica vista panorámica de la ciudad y de los bosques en las colinas y valles circundantes. Con una hectárea de superficie, Parade Gardens, emplazado junto al río Avon, es el área de recreación situada más cerca del centro de Bath; desde allí puede apreciarse bien el Puente Pulteney. Sydney Gardens, el parque más antiguo de la ciudad habiendo sido construido en 1795, ocupa 4,8 hectáreas y era muy popular en los siglos XVIII y XIX, cuando se organizaban en él desayunos y conciertos. Ha sido visitado por muchos miembros de la Familia Real, y Jane Austen solía frecuentar el lugar.
Henrietta Park se localiza en las cercanías del centro urbano y fue diseñado en 1897 sobre 2,8 hectáreas de terreno para celebrar el quincuagésimo aniversario de la coronación de la reina Victoria. Hedgemead Park debe su existencia a un deslizamiento ocurrido en la década de 1870 que arrasó con las casas que originalmente se erigían en el sitio; cubre 2 hectáreas y fue formalmente inaugurado en 1889. Alice Park se extiende a lo largo de 3,4 hectáreas en el norte de Bath. Asimismo, en un espacio verde adyacente al río Avon, se encuentran las Cleveland Pools, una piscina semicircular construida en 1814; se trata de la pileta pública al aire libre en existencia con mayor antigüedad del país.

### Gastronomía
Existe una amplia gama de productos alimentarios típicos de Bath. El Sally Lunn bun, un pan de harina de trigo con levadura, ha sido producido en la ciudad desde hace siglos. Se cree que su receta fue invención de una inmigrante hugonote llamada Solange (Solie) Luyon, quien llegó a la ciudad en la década de 1680 y posiblemente la creara cuando comenzó a trabajar en una panadería local. El nombre de estos panecillos es, según la versión más popular, una alteración del nombre original en francés de la panadera. En la segunda mitad del siglo XVIII, los Sally Lunn buns formaban parte de los desayunos al aire libre en Spring Gardens. Los ingredientes que se le agregan en la parte superior para darles más sabor, pueden ser tanto dulces como salados. La receta del Sally Lunn bun es un secreto transmitido de generación en generación y se elabora exclusivamente en Sally Lunn's Refreshment House, la casa más vieja de la ciudad (circa 1482), sitio en donde Solange Luyon se estableció como panadera a fines del siglo XVII.
En ocasiones estos panecillos son confundidos con los Bath buns, más pequeños, redondos, muy dulces y ricos en grasas. Existen referencias del Bath bun que datan de 1763. Se atribuye la receta original del siglo XVIII a William Oliver, médico del Mineral Water Hospital, quien originalmente preparaba una masa con huevo y manteca a la cual añadía por encima confites de semilla de alcaravea molidos. Aunque los confites de alcaravea han sido ampliamente reemplazados por cáscara de fruta confitada y azúcar, el Bath bun ha conseguido tener su lugar en los menús de numerosos cafés y restaurantes. Se utilizan también en su elaboración a veces pasas de uva. El doctor Oliver inventó también los Bath Oliver Biscuits para sus pacientes con reuma como una alternativa dietética a los Bath buns. Consisten en unas galletas saladas hechas de harina, manteca, levadura y leche. En la actualidad, los Oliver Biscuits suelen consumirse en compañía de quesos, como el cheddar, y se les puede encontrar en supermercados.
El Bath chap es un plato a base de carrilladas de cerdo ahumadas con sal. A menudo se lo cocina con huevos y tradicionalmente se sirve frío. La cervecería Bath Ales, ubicada a unos pocos kilómetros de la ciudad, en Warmley (South Gloucestershire), es dueña de los pubs The Salamander y The Hop Pole en Bath, The Swan en el cercano Swineford (South Gloucestershire), y otros seis en Bristol. La cervecería Abbey Ales Brewery, fundada en 1997, está emplazada en Bath, y administra dos pubs locales: The Star Inn y Coeur de Lion.

## Deporte
Fundado en 1865, el Bath Rugby es actualmente (año 2010) un equipo de rugby de la Premiership Inglesa. Su remera es negra, azul y blanca y tienen su estadio en el Recreation Ground desde 1894. El mayor logro del equipo fue el de ganar la John Player Cup (actualmente, la Copa Anglo-galesa) cuatro años consecutivos entre 1983/84 y 1986/87. Posteriormente, obtuvo el mismo título en la Pilkington Cup (otra antecesora de la Copa Anglo-Galesa) en otras seis ocasiones en 1988/89, 1989/90, 1991/92, 1993/94, 1994/95 y 1995/96. Asimismo, el Bath Rugby fue el campeón de la Courage League (antiguo nombre de la Guiness Premiership) seis veces en ocho años: 1988/89, 1990/91 – 1993/94 y 1995/96. Finalmente, venció en la Heineken Cup en la temporada 1997/98.
El Bath City F.C. es un equipo de fútbol fundado en 1889, cuyo estadio se ubica en Twerton Park. Su primer ascenso se produjo en 1909 cuando se unió a la Western Football League. Tras haberse consagrado campeón de la Southern Football League en la temporada 2007/2008, el Bath City F.C. fue promovido a la Conference South. El Team Bath F.C., afiliado a la Universidad de Bath, fue instaurado en 1999 y disuelto en 2009. En 2002, se convirtió en el primer club universitario en participar de la Football Association Challenge Cup en 120 años —después del logro de Gonville & Caius A.F.C. (del Gonville y Caius College) en 1881—, entrando a la ronda preliminar y calificando subsecuentemente para otras cuatro rondas antes de ser vencido por el Mansfield Town F.C. El equipo se unió a la Southern League en 2003/2004 y ascendió a Conference South en 2008/2009, poco antes de retirarse para dedicarse únicamente al fútbol universitario. Asimismo, la Universidad de Bath cuenta con un equipo de fútbol americano, los Bath Killer Bees, fundado en 1992, que actualmente juega en la British Universities American Football League.
TeamBath es el nombre colectivo de todos los deportes de equipo de la Universidad de Bath, incluyendo el susodicho equipo de fútbol. Otras disciplinas en las que el TeamBath se destaca son atletismo, bádminton, skeleton, bobsleigh, hockey sobre césped, judo, pentatlón moderno, netball, remo, rugby, natación, tenis, triatlón y voleibol.
Existen varios clubs de críquet en la ciudad, incluyendo el Bath Cricket Club, que tiene su sede en el North Parade Ground y juega en la West of England Premier League. También se juega críquet en el Recreation Ground, lugar en donde cada año desde 1897 toma lugar el Bath Cricket Festival con la participación del Somerset County Cricket Club. El Bath Croquet Club, un equipo de croquet, tiene cuatro canchas en el Recreation Ground, y juega en la South West Federation of Croquet Clubs.
El Bath Half Marathon es una maratón anual que recolecta fondos para la caridad. Habiendo conseguido en 2009 más de 1,3 millones de libras esterlinas, constituye uno de los eventos caritativos más importantes del Sudoeste de Inglaterra. El recorrido es llano y tiene una longitud de 21,1 km, comenzando y terminanado en Great Pulteney Street, en el corazón de la ciudad, y extendiéndose a ambos lados del Río Avon. La maratón fue realizada por primera vez en 1981 y actualmente atrae a unos 15 mil corredores y 30 mil espectadores.

## Economía e industria
Bath tuvo alguna vez un importante sector manufacturero, liderado por compañías como Stothert & Pitt, una empresa local de ingeniería fundada en 1785 que quebró en 1989. Mientras que en Bath la manufactura representa sólo el 5% de los empleos (la mitad del promedio nacional), en Norton Radstock —una pequeña conurbación de cerca de 21.300 habitanets en el sur de la autoridad unitaria y un destacado centro de impresión y embalaje— constituye el 27,9% de las fuentes de trabajo (cerca de 2,5 veces el promedio nacional). En la actualidad, la manufactura está en declive en la ciudad, pero ostenta destacables industrias de software y editorial. Es sede, por ejemplo, de Future Publishing, una compañía de medios de comunicación fundada en 1985 que se dedica a la publicación de revistas y opera en el Reino Unido, Estados Unidos y Australia. Los sectores en desarrollo incluyen las tecnologías de la información y la comunicación y las industrias creativas y culturales, siendo Bath un centro editorial reconocido a nivel nacional.
En Bath existen más de seis mil empresas que dan trabajo a aproximadamente 50 000 personas. El sector de servicios representa el 80% de los empleos locales. Los sectores económicos importantes incluyen educación y sanidad (30 000 puestos de trabajo), comercio minorista, turismo y ocio (14 000 puestos) y servicios profesionales y empresariales (10 mil puestos). Las principales empleadores en la zona son el Consejo de Bath and North East Somerset (aproximadamente 6 400 puestos); el National Health Service —“Servicio Nacional de Salud”— (aproximadamente 3500 puestos); la Universidad de Bath (aproximadamente 2 352 puestos); Wessex Water, una compañía de suministro de agua y red de saneamiento pública (1 500 puestos); Helphire Group Plc., una firma dedicada a la asistencia vial (800 puestos); la Universidad de Bath Spa (700 puestos); Future Publishing (650 puestos); Cadbury Trebor Bassett Ltd., empresa productora de dulces (600 puestos); Yeo Valley Farms Ltd., dedicada a la producción de leche y crema (600 puestos); y Walter Lawrence Civil and Mechanical Ltd, dedicada a la construcción de edificios y trabajos de ingeniería civil (500 puestos). En el centro de la ciudad, se ubican más de cuatrocientos comercios minoristas —el 50% de los cuales son administrados por comerciantes independientes— y alrededor de cien restaurantes y cafés.
Bath and North East Somerset experimentó un crecimiento del 10,2% en cuanto a empleo entre 1995 y 2005, con las áreas rurales un aumento del 20%. La tasa de desempleo en la autoridad unitaria es de tan sólo el 3,4% (2005).

## Educación
Bath posee dos universidades:
- la Universidad de Bath
- la Universidad de Bath Spa

## Ciudades Hermanas
- Aix-en-Provence (Francia)
- Alkmaar (Países Bajos)
- Braunschweig (Alemania)
- Kaposvar (Hungría)

## Famosos célebres
- Adelardo de Bath (ca. 1080 – ca. 1150) filósofo y naturalista.
- Thomas Tertius Noble (1867-1953) compositor y organista.
- Tears For Fears Banda de New Wave

## Lugares de interés
- Baños romanos
- Royal Victoria Park
- Jardines Sídney
- Galería de Arte Reina Victoria
- Jane Austen Centre
- Royal Crescent

### General
- Thermae Bath Spa
- Sánchez García, José María (2015). El caso Bath. Tesis (Doctoral). E.T.S.I. Montes (UPM) Archivo Digital UPM..

### Deportes
- Bath Rugby
- Blackthorn Cider
- Bath Rugby Fans Site
- Team Bath

- Datos: Q22889
- Multimedia: Bath, Somerset / Q22889
- Guía turística: Bath